# Amsterdamse Werkgroep voor Volkstaalliturgie
De Amsterdamse Werkgroep voor Volkstaalliturgie was een Nederlandse organisatie die op een belangrijke wijze bepalend is geweest voor de ontwikkeling van de katholieke liturgische muziek in de jaren zestig en zeventig van de vorige eeuw.
In de jaren zestig werd rond de kerkmusicus en muziekleraar Bernard Huijbers van het Ignatiuscollege en Huub Oosterhuis, tekstdichter en theoloog, de Amsterdamse Werkgroep voor Volkstaalliturgie opgericht. Beiden waren toen nog jezuïet en werkzaam in dit college. De Werkgroep was verantwoordelijk voor de inhoud van de liturgische vieringen, zoals die vanaf midden jaren zestig werden gehouden achtereenvolgens in de kapel van het Ignatiuscollege, de Dominicuskerk en de Studentenekklesia, opgericht door de jezuïet Jan van Kilsdonk.
Deze werkgroep is van belang geweest voor de ontwikkeling van de katholieke liturgische muziek in Nederland in de postconciliaire jaren zestig. Nadat op het Tweede Vaticaans Concilie middels het document Sacrosanctum Concilium: Constitutie over de heilige Liturgie (4 december 1963) was besloten toestemming te geven de Mis naast het Latijn ook in de volkstaal te vieren, was er grote behoefte aan nieuw repertoire: teksten en composities, die op eenvoudige wijze in de parochiekerken van de Nederlandse kerkprovincie konden worden ingevoerd. Huijbers was in eerdere jaren al in contact gekomen met het werk van de Franse jezuïet Joseph Gelineau, die in zijn proefschrift "Chant et musique dans le culte chrétien"(1962) eisen omschrijft die aan liturgische teksten, vormen en melodieën dienen te worden gesteld. Ook Oosterhuis was hiermee al vertrouwd geraakt. 
De Amsterdamse Werkgroep voor Volkstaalliturgie heeft een grote invloed gehad op de Nederlandse liturgie door de werken van Oosterhuis en Huijbers en door de publiciteit die eraan werd gegeven.  De werken van Oosterhuis/Huijbers werden veelvuldig in  liedbundels opgenomen (de protestantse liedbundel Liedboek voor de Kerken en de katholieke zangboeken Gezangen voor Liturgie en Zingt Jubilate). Ze worden ook nu nog veelvuldig gezongen en gebeden en zijn ook voorbeeld geweest voor veel navolgers. Aanvankelijk werden uitsluitend liederen geschreven: teksten op bestaande, een contrafact, of op nieuwe melodieën.  Later verschenen de eerste beurtzangen, waarin enkele verzen van een psalm worden voorgezongen door een koor of een cantor en de gemeenschap via een refrein deelneemt. De teksten werden ontleend aan de "Vijftig Psalmen, een proeve van een nieuwe vertaling" door Huub Oosterhuis en Michel van der Plas in samenwerking met Pius Drijvers en Han Renckens (1967).
In 1980 werd de Werkgroep opgeheven. Huijbers had zich ondertussen afgekeerd van de Kerk en een atheïstische en a-christelijke spiritualiteit ontwikkeld.  Oosterhuis was in 1969 uit de jezuïetenorde gezet en een jaar later als priester geschorst.  Hij ging verder binnen de Stichting Leerhuis en Liturgie, waarvan Antoine Oomen en Tom Löwenthal huiscomponisten werden en in de jaren negentig met de oprichting van De Rode Hoed.